# Saint-Martin-de-Seignanx
Saint-Martin-de-Seignanx ist eine Gemeinde mit 6123 Einwohnern (Stand: 1. Januar 2022) im Département Landes in der französischen Region Aquitanien. Sie gehört zum Arrondissement Dax und zum Kanton Seignanx. Die Einwohner werden Saint-Martinois genannt.

## Geografie
Saint-Martin-de-Seignanx liegt am Nordufer des Flusses Adour. Umgeben wird Saint-Martin-de-Seignanx von den Nachbargemeinden Labenne im Norden, Saint-André-de-Seignanx im Osten und Nordosten, Saint-Barthélemy im Südosten, Lahonce und Urcuit im Süden, Tarnos im Südwesten sowie Ondres im Westen und Nordwesten.

## Bevölkerungsentwicklung
| Jahr      | 1962 | 1968 | 1975 | 1982 | 1990 | 1999 | 2006 | 2018 |
| Einwohner | 2003 | 2053 | 2318 | 2903 | 3047 | 3903 | 4710 | 5632 |

## Sehenswürdigkeiten
- Kirche Saint-Martin
- Kapelle Saint-Augustin
- Brunnen der Heiligen

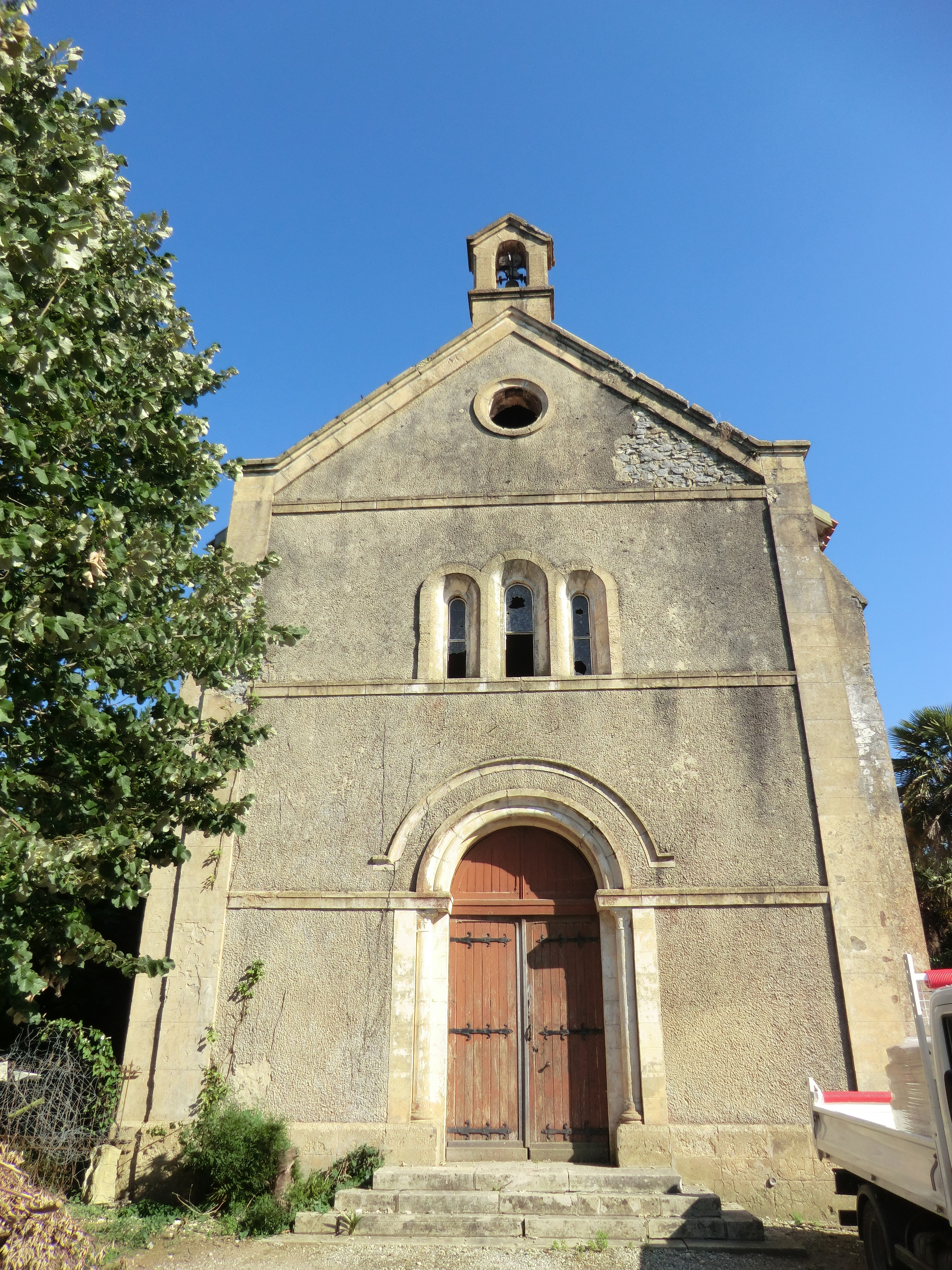
Kapelle Saint-Augustin

- Schloss von Saint-Martin-de-Seignanx
- Villa Saint-Jean

## Gemeindepartnerschaft
Mit der spanischen Gemeinde Oyón-Oion im Baskenland besteht seit 1999 eine Partnerschaft.

## Persönlichkeiten
- André Labeylie (1926–1998), Radrennfahrer